# 이아영 (1998년)
이아영(1998년 12월 10일~)은 대한민국의 가수이다.